# 吴立夏
吴立夏（1912年3月—1995年12月24日），人称“吴老虎”，福建霞浦人，中华民国及中华人民共和国时期的中国共产党军事、政治人物，戏剧《沙家浜》主角郭建光的原型之一。

## 生平

### 早年及红军时期
吴立夏生于福建省霞浦县上东区大湾村（今水门畲族乡小竹湾村），早年在家中务农，1933年7月参加中国工农红军闽东游击队（后改编为闽东独立师）的活动，1934年4月由陈挺介绍加入中国共产党，在闽东独立师内工作，后担任侦查班班长。1936年，吴立夏率领侦查班9名红军潜入霞浦县城，借戏班进城之际突袭城东保安队，击毙一人并夺取了12支枪，出城后又突袭县下塘民团并缴获枪支。事后，霞浦县因此下令禁止听戏，县长张灿亦遭到福建省政府撤职。
离开霞浦后，吴立夏随闽东独立师第二纵队转移到寿宁县与浙江庆元县边界，率侦查班袭击浙江景宁县沙湾村（今属沙湾镇）民团。1937年7月下旬，吴立夏随军途径周墩葡萄洋村（今周宁县泗桥乡红阳村）时与当地大刀會发生激烈冲突，交战中中弹受伤。

### 新四军时期
1937年底，中共闽东特委宣布与国民党合作，将闽东独立师改编为國民革命軍新編第四軍第三支队第六团（常被称作“老六团”），吴立夏任一营二连连长，于翌年北上江苏参加抗日战争。1939年5月，其部在武进改组为江南抗日义勇军二路军，赴吴县浒墅关与日军战斗，击毙包括日军小队长大丸内在内的20多人。9月下旬，吴立夏在江阴顾山镇与偽軍杨尉、袁亚承部战斗中再次受伤，被送往阳澄湖一带养伤。1940年5月下旬，任江抗第三支队队长，6月中旬率部在昆山大凤湾（今属巴城镇凤凰村）与日军战斗。10月，吴立夏率部转移到扬州中部，在与当地土匪洛西、洛山兄弟的军队战斗中双腿中弹，被转移到后方休养。
1941年皖南事变爆发后，吴立夏任第六师十八旅特务营副营长，在江都、高邮、兴化一带活动，先后在第五十团、江都独立团等团部任副营长、营长，与日伪军战斗。1946年调任新四军第一纵队第五团副参谋长。

### 中国人民解放军时期及晚年
1947年起，吴立夏参与第二次国共内战，先后参加了豫东战役（围歼區壽年兵团）和淮海战役，1949年随陈挺等老六团成员回刚被中国人民解放军接管的福建工作，任福安军区参谋长兼警备团团长，先后在寿宁、霞浦溪南清剿国军及民团残余势力。1954年，调永安军分区工作。
1955年，吴立夏被授予中校军衔，后转业到地方，在三明市工作，历任三明焦化厂厂长、三明水泥厂厂长兼党委书记、三明地区民政局局长兼复退办主任等职，1980年离休并寓居于三明干休所，1995年12月24日病逝，享年83岁。

## 家庭
吴立夏的父亲是吴阿顺，他的父亲和兄长均在南方三年游击战争期间被国民政府派去步竹村剿匪的保安部队杀死。

## 纪念
霞浦县人民政府在水门乡步竹村建立了吴立夏故居景点作为红色教育基地，其后人于2012年在霞浦县注册成立了一个社会组织“吴立夏红色文化研究会”以研究其生平经历。